# 円龕昭覚
円龕昭覚（えんがん しょうがく）は、南北朝時代の臨済宗の僧。

## 経歴・人物
鎌倉寿福寺の寂庵上昭の室に入り、法を嗣ぐ。暦応年間に豊前耶馬渓の石窟に十六羅漢像を描き、さらに元僧の逆流建順らと共に仏像を七百体余作り安置する。のち室町幕府第3代将軍足利義満から羅漢寺の寺号を与えられた。